# Il collaboratore domestico
Il collaboratore domestico (Mouse Cleaning) è un film del 1948 diretto da William Hanna e Joseph Barbera. È il trentottesimo cortometraggio della serie Tom & Jerry, uscito negli Stati Uniti l'11 dicembre 1948. Dal 2004 viene distribuito col titolo Collaboratore domestico.

## Trama
Mentre insegue Jerry in giardino, Tom corre in una pozzanghera di fango e poi in casa, infangando il pavimento della cucina subito dopo che Mammy Due Scarpe ha finito di pulire la casa. Come punizione, quest'ultima fa lustrare il pavimento a Tom e gli ordina di tenere pulita la casa mentre lei va a fare la spesa. Una volta che se n'è andata, Jerry inizia a sporcare la casa per far impazzire Tom. Tra le altre cose, il topo svuota il posacenere sul pavimento, spruzza inchiostro da una penna stilografica in un secchio d'acqua, fa il giocoliere con il cibo, porta in casa un vecchio cavallo e preme un tampone di inchiostro sulle zampe di Tom mentre fa un pisolino, facendo sì che il gatto lasci una lunga scia di impronte nel soggiorno. Tom getta Jerry nel condotto per la lavanderia nel seminterrato e pulisce rapidamente la stanza. Mentre lo fa, un camion del carbone arriva a casa per fare una consegna e Jerry usa una corda per tirare lo scivolo di scarico del camion fino alla finestra del soggiorno, facendo inondare la casa di carbone che investe anche Mammy di ritorno dallo shopping. Tom esce dal mucchio di carbone in blackface e Mammy, che non lo riconosce, gli chiede se abbia visto un gatto nei paraggi. Tom se ne va dicendo di non averne visti (parlando come il comico afroamericano Stepin Fetchit), ma Mammy lo riconosce dalla pelliccia. Mentre Tom scappa, la donna gli lancia dei pezzi di carbone, uno dei quali lo mette fuori combattimento.

## Distribuzione

### Censura
A causa della scena finale di blackface, in America il film è incorso in varie censure nel corso degli anni. Per la trasmissione sulla CBS negli anni sessanta, la scena fu rianimata dalla Sib-Tower 12 Productions in modo da rimuovere il blackface e far scappare Tom più velocemente senza che dica nulla; alternativamente, il corto va in onda senza tale scena e con Mammy ridoppiata quasi completamente da Thea Vidale per rimuovere il dialetto del personaggio. Inoltre, il film non è stato mai distribuito in DVD-Video o Blu-ray Disc in America del Nord; il 10 settembre 2007 la Warner Bros. annunciò infatti che Il collaboratore domestico e Gatto casanova sarebbero stati esclusi dal terzo volume della collana DVD Tom and Jerry Spotlight Collection a causa delle scene contenenti stereotipi razziali.

### Edizione italiana
Il corto fu distribuito nei cinema italiani il 30 gennaio 1959, in lingua originale, nel programma Tom e Jerry al terzo round. Fu doppiato per la televisione negli anni ottanta senza utilizzare la colonna internazionale, rimuovendo musica ed effetti sonori presenti durante i dialoghi.

### Edizioni home video

#### VHS
America del Nord
- Tom & Jerry's 50th Birthday Classics III (1990)

#### Laserdisc
- The Art of Tom & Jerry (1992)

#### DVD
Il cortometraggio è stato incluso nel DVD Tom & Jerry Classic Collection: Volume 3, distribuito in Italia il 21 aprile 2004.